# Новий Калкаїв
Но́вий Калкаїв — село в Україні, в Оболонській сільській громади Кременчуцького району Полтавської області. Населення становить 206 осіб. 
У селі народився Герой боїв під Крутами (1918) Микола Божинський-Божко.

## Географія

зима Новий Калкаїв

зима Новий Калкаїв

зима Новий Калкаїв

Село Новий Калкаїв знаходиться за 7 км від лівого берега річки Сула, на відстані 1,5 км від села Строкачі та за 2 км від села Зікранці.
Місцевість біля села з західної сторони сильно заболочена, з східної більш суха, загалом поля. Ґрунт складає переважно чорнозем. Поблизу села створено гідрологічний заказник загальнодержавного значення «Рогозів Куток». Цю місцевість вважають однією з найчистіших в Україні. В перспективі на базі заказника планується створити державний заповідник.

## Історія
Засновано як сторожовий блок-пост в мережі дозорної системи при Горошинській фортеці. Давня назва — Жостірська слобідка, (Слобода́, свобода — у Східній Європі XVI — XVIII століття різновид поселення-колонії. В домодерній Україні — козацька колонія або новозасноване поселення з власним самоврядуванням, мешканців якого власник (держава, церква і головно маґнати) звільняв на деякий час (звичайно 15 — 25 років) від виконання повинностей (оплати чиншів тощо).(дивись Слобідська Україна).).
Козаки та селяни Жостірської слобідки входили до Горошинської сотні Лубенського полку. Пізніше було утворено село Новий Калкаїв. Відомі 6 хуторів, які мають назву козацьких родів засновників, що входили до Нового Калкаєва: Сербини, Журавлі, Дзюмани, Козуби, Акаційовий, Кут.
За переказами місцевих довгожителів, у Куті розташовувалась винокурня козацько-шляхетського роду Гудими Левковичів.

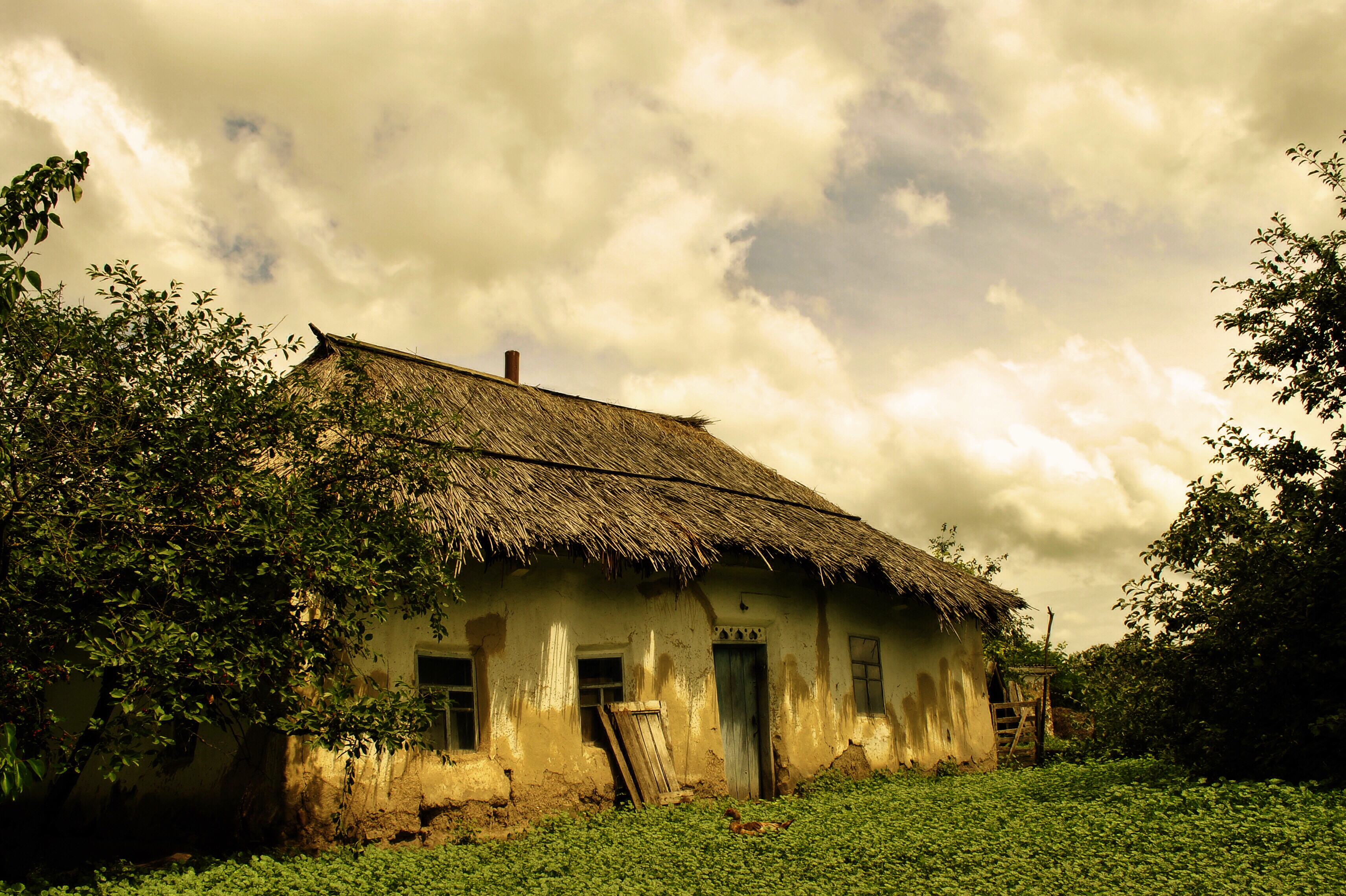
Стара хата бідного селянина. В «подворовій книзі» згадується з 1912 р. Тут проживав садівник пана Гудими.

В селі діяла церква, пізніше варварськи зруйнована і пограбована російськими більшовиками.
Село постраждало внаслідок голодомору-геноциду українського народу, проведеного урядом СССР 1932—1933 та 1946—1947.
До початку 1990-х років на території Нового Калкаєва розташовувались тракторна бригада, кузня, млин, тік зі складами та зерноочисними машинами, конюшня, вівчарня, телятник, птахоферма. Також було дві школи, початкова 1-3 класи та середня дев'ятирічка. До початку двохтисячних років працювали сільський клуб та бібліотека.
Наразі село в занепаді і більш за все скінчить своє існування як адміністративна одиниця.

## Населення

### Мова
Розподіл населення за рідною мовою за даними перепису 2001 року:
| Мова       | Кількість | Відсоток |
| ---------- | --------- | -------- |
| українська | 201       | 97.57%   |
| російська  | 5         | 2.43%    |
| Усього     | 206       | 100%     |

## Особистості
- Божинський-Божко Микола Васильович — герой Крут.

Народився у дворянській сім'ї Василя Трохимовича та Наталії Михайлівни. Від серпня 1907 року до 29 квітня 1915 року проживав в місті Лубни та навчався у Лубенській чоловічій гімназії. По тому вступив на математичне відділення фізико-математичного факультету Університету святого Володимира.
1917 року став товаришем голови Тимчасового виконавчого комітету об'єднаної народно-пролетарської організації лівих соціалістів України.
На початку січня 1918 року влаштувався на роботу помічником діловода у Міністерстві земельних справ УНР.
Під час бою під Крутами 29 січня 1918 року потрапив у полон і був розстріляний більшовиками.
19 березня 1918 року похований на Аскольдовій могилі у Києві.